# Наумов, Александр Аронович
Алекса́ндр Аро́нович Нау́мов (настоящие имя и фамилия — Илья́ Аро́нович На́ймарк; 26 ноября 1929, Симферополь — 14 июня 2008, Нью-Йорк) — русский поэт и переводчик, литературовед.
Окончил Среднеазиатский университет (1952). Чл. Союза писателей СССР (1965) и Союза писателей Москвы

## Сочинения

### Поэзия
- Стихи. Ташкент, 1961 (Моя первая книга)
- Рубежи: Стихи. Ташкент, 1965
- Про разные вещи и разных зверей: Для младшего школьного возраста. Ташкент, 1966
- Вежливый ёж: Сатирические миниатюры. Ташкент, 1972
- Город: Стихи. Ташкент, 1975
- Накануне понедельника. Ташкент, 1978 (Книга стихотворений)
- Веселый вожатый. Ташкент, 1981